# Balesfeld

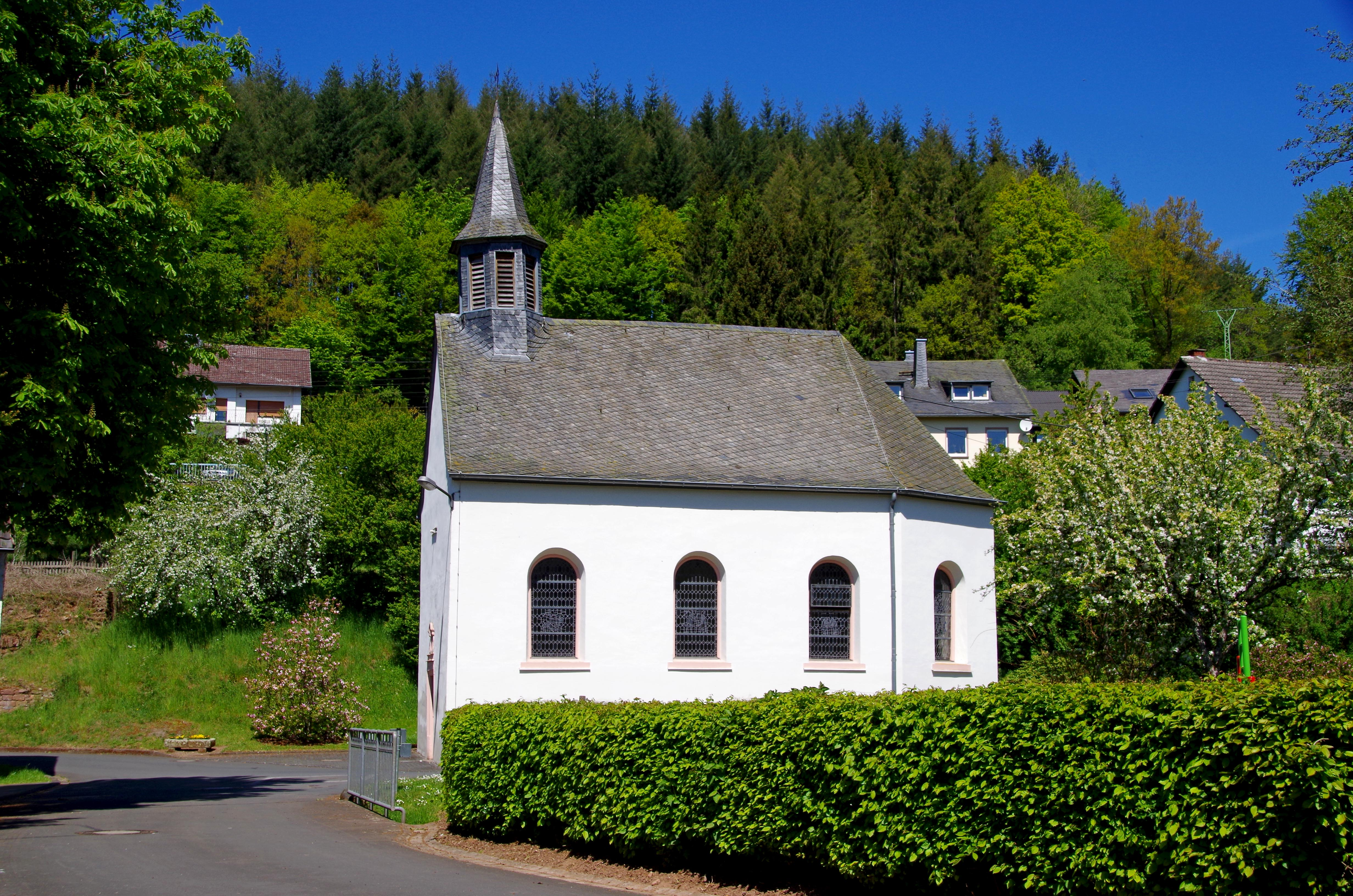
St. Antonius (Balesfeld), Südostseite

Balesfeld in der Landschaft Kyllburger Waldeifel ist eine Ortsgemeinde im Eifelkreis Bitburg-Prüm in Rheinland-Pfalz. Sie gehört seit dem 1. Juli 2014 der Verbandsgemeinde Bitburger Land an.

## Geographie

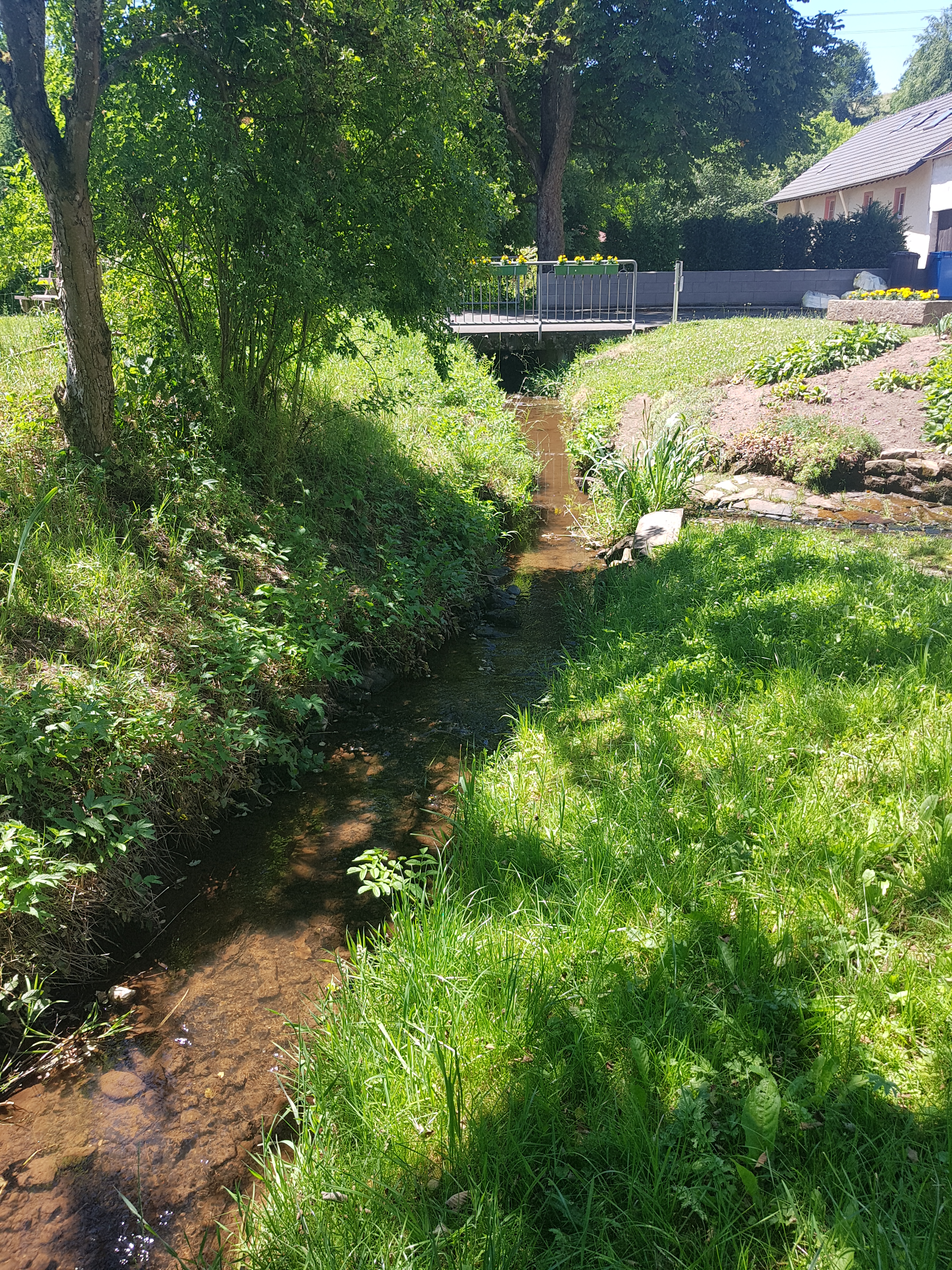
Balesfelder Bach

Balesfeld liegt im Landschaftsraum Neidenbacher Sandsteinplateau, der zur Osteifel gehört. Zur Gemeinde gehören auch der nördlich des Hauptortes liegende Wohnplatz Hof und der Weiler Neuenweiher, der anteilig auch zur Gemeinde Burbach gehört.

Durch Balesfeld fließt der Balesfelder Bach.
Nachbarorte sind die Ortsgemeinden Neuheilenbach im Nordosten, Neidenbach im Südosten, Sefferweich im Süden und Burbach im Westen sowie dessen Ortsteil Neustraßburg im Norden.

## Geschichte
Die Kyllburger Waldeifel war früh besiedelt. So verlief die Römerstraße Trier–Köln über die Höhen zwischen Neidenbach und Balesfeld. Sie ist im Gelände und auf topographischen Karten noch erkennbar.
Balesfeld wurde 893 im Prümer Urbar erstmals als „Baldenshart“ urkundlich erwähnt. Die ersten beiden Silben des Ortsnamens gehen zurück auf den Personennamen Baldin; die letzte Silbe "hardt" bedeutet Bergwald.
Bis 1576 gehörte Balesfeld zum Territorium der Abtei Prüm. Der Trierer Kurfürst Jakob III. von Eltz übernahm das Prümer Territorium, der Ort gehörte seitdem bis zum Ende des 18. Jahrhunderts landesherrlich zum Kurfürstentum Trier und zur Schultheißerei Seffern innerhalb des Amtes Prüm.
Im Jahr 1794 hatten französische Revolutionstruppen das Linke Rheinufer besetzt. Unter der französischen Verwaltung wurde Balesfeld 1798 dem Kanton Kyllburg zugeordnet, der zum Arrondissement Prüm im Saardepartement gehörte. Balesfeld gehörte zur Mairie Burbach.
Aufgrund der Beschlüsse auf dem Wiener Kongress kam die Region 1815 zum Königreich Preußen. Unter der preußischen Verwaltung gehörte Balesfeld zur Bürgermeisterei Burbach im 1816 neu gebildeten Kreis Prüm des Regierungsbezirks Trier, der 1822 Teil der neu gebildeten Rheinprovinz wurde.
Als Folge des Ersten Weltkriegs war die gesamte Region dem französischen Abschnitt der Alliierten Rheinlandbesetzung zugeordnet. Nach dem Zweiten Weltkrieg wurde Balesfeld Teil des damals neu gebildeten Landes Rheinland-Pfalz.
Bevölkerungsentwicklung
Die Entwicklung der Einwohnerzahl von Balesfeld, die Werte von 1871 bis 1987 beruhen auf Volkszählungen:
| Jahr | Einwohner |
| ---- | --------- |
| 1815 | 90        |
| 1835 | 237       |
| 1871 | 290       |
| 1905 | 404       |
| 1939 | 225       |
| 1950 | 226       |
| 1961 | 204       |

| Jahr | Einwohner |
| ---- | --------- |
| 1970 | 226       |
| 1987 | 198       |
| 1997 | 260       |
| 2005 | 211       |
| 2011 | 215       |
| 2017 | 207       |
| 2024 | 194       |

## Politik

### Gemeinderat
Der Gemeinderat in Balesfeld besteht aus sechs Ratsmitgliedern, die bei der Kommunalwahl am 9. Juni 2024 in einer Mehrheitswahl gewählt wurden, und dem ehrenamtlichen Ortsbürgermeister als Vorsitzendem.

### Ortsbürgermeister
Thomas Severin wurde am 8. Oktober 2024 Ortsbürgermeister von Balesfeld. Da bei der Direktwahl am 9. Juni 2024 kein Wahlvorschlag eingereicht wurde, oblag die Neuwahl gemäß rheinland-pfälzischer Gemeindeordnung dem Rat, der sich einstimmig für Severin entschied.
Severins Vorgänger Ernst Nober hatte das Amt am 25. Juni 2019 übernommen, nachdem er bereits seit Herbst 2017 als Erster Beigeordneter die Amtsgeschäfte geführt hatte. Da bei der Direktwahl am 26. Mai 2019 kein Wahlvorschlag eingereicht wurde, oblag die Neuwahl dem damaligen Rat, der sich auf seiner konstituierenden Sitzung für Nober entschied. Nobers Vorgänger Holm Flucke hatte nach sechs Jahren zum Juli 2015 das Amt niedergelegt. Danach führte zunächst der damalige Erste Beigeordnete Ralf Banz die Amtsgeschäfte.

### Wappen
| Wappen von Balesfeld | Blasonierung: „Durch Spickelschnitt von Silber über Rot geteilt, oben drei rote Lilien, unten die silberne Krümme eines Bischofsstabes.“      |
| Wappen von Balesfeld | Wappenbegründung: Der Bischofsstab steht für die frühere Zugehörigkeit zur Abtei Prüm, die Farben Rot und Silber auf das Kurfürstentum Trier. |

## Sehenswürdigkeiten
In der Denkmalliste des Landes Rheinland-Pfalz (Stand: 2021) werden folgende Kulturdenkmäler genannt:
- Römisch-Katholische Filialkirche St. Antonius, Saalbau (bezeichnet 1775)
- Denkmalzone Hauptstraße mit geschlossen erhaltenem Baubestand aus der 1. Hälfte des 19. Jahrhunderts
- Brücke über den Weuerbach (bezeichnet 1812)
- Hofanlage (1. Hälfte 19. Jahrhundert)
- Steinskulptur des Hl. Antonius am Haus Kapellenstraße 3 (vermutlich 18. Jahrhundert)
- Wegekreuz in der Gemarkung (bezeichnet 1677)

## Wirtschaft und Infrastruktur
Verkehr
Balesfeld liegt an der Landesstraße 32.